# Museu dos Brinquedos
O Museu dos Brinquedos, localizado em Belo Horizonte, foi inaugurado em 2006 pelo Instituto Cultural Luiza Meyer de Azevedo. Seu acervo possui aproximadamente cinco mil peças, nacionais e internacionais, compreendidas no período entre o fim do século XIX e os dias contemporâneos. Junto com seus objetos, o museu abriga uma grande diversidade de brinquedos, dentre eles bonecas, carrinhos, máquinas de costura, fantoches e livros nacionais e importados de diversos países.
O museu está aberto a visitações no período da manhã e da tarde, de terça à sábado. As visitas são mediadas por educadores com atividades lúdico-pedagógicas onde o visitante irá conhecer a história do brinquedo, sua origem, fabricação, materiais e contextos históricos de sua invenção. Além das exposições interativas, é possível vivenciar diferentes brincadeiras regionais e participar de oficinas de jogos e da confecção de brinquedos.   

## História
Nascida em 1912, em São João del Rei — município do interior de Minas Gerais. — Luiza Meyer de Azevedo reuniu ao longo de sua vida uma coleção de brinquedos que adquiriu com seus dez filhos e vinte e três netos.
No ano de 1986, Luiza promoveu, informalmente, diversas exposições itinerárias em shoppings, casas de cultura e galerias de arte para expor o seu acervo, e planejou criar um local fixo para suas exposições.
No ano 2000, Luiza morreu. E sua família prosseguiu com o projeto fundando o Instituto Cultural Luiza Meyer de Azevedo em 2002, que recebeu doações para aumentar o seu acervo. Até que, em outubro de 2006, fundou-se o Museu dos Brinquedos, localizado em um casarão que é patrimônio histórico da cidade de Belo Horizonte, com 800 peças em exposição permanente e um acervo de 5.000 brinquedos.
O museu é considerado um dos principais museus de brinquedo de Minas Gerais e do Brasil.